# Halvor Nordhaug

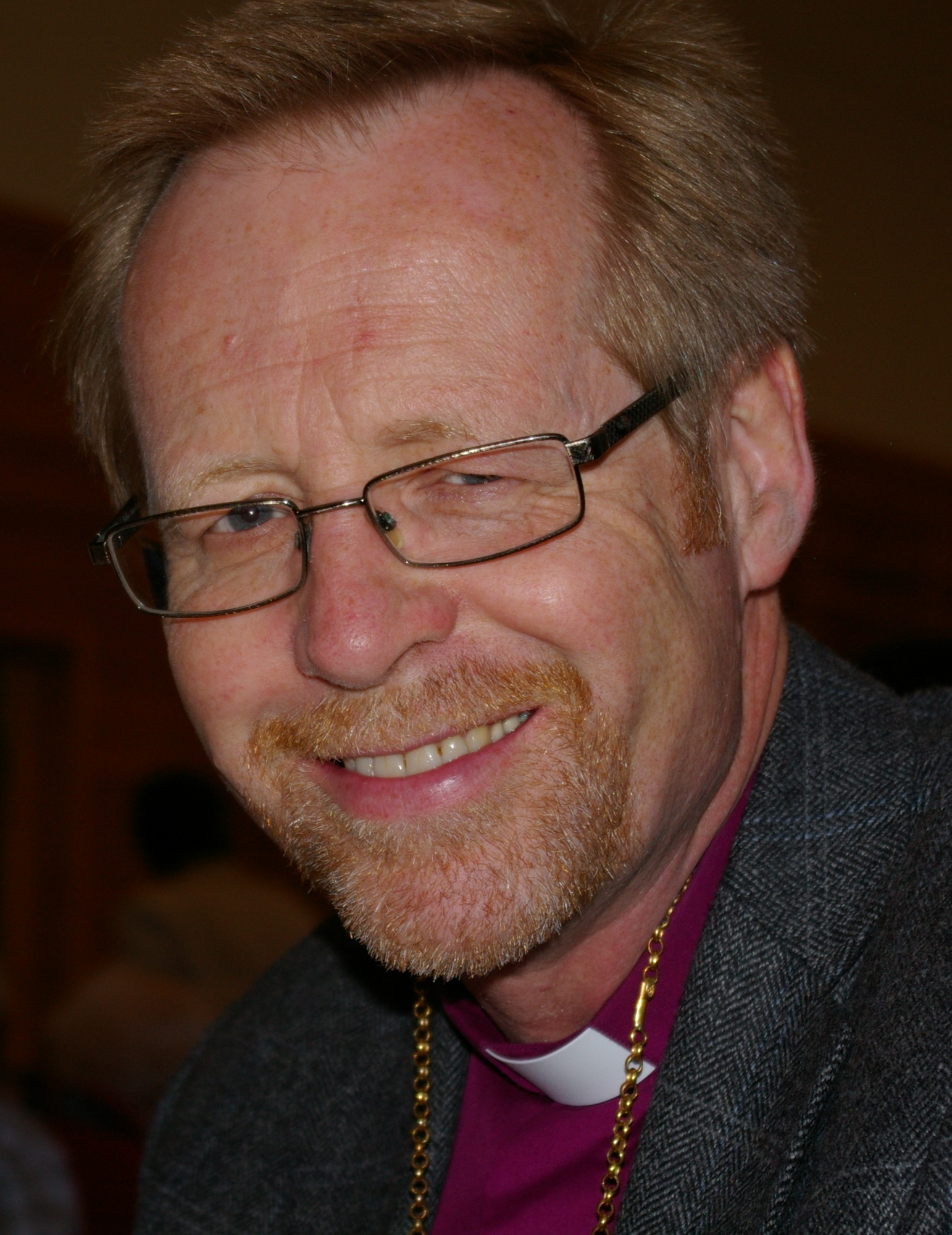
Halvor Nordhaug

Halvor Nordhaug (* 26. Februar 1953 in Trondheim) ist ein norwegischer lutherischer Geistlicher. Er war von 2009 bis 2022 Bischof im Bistum Bjørgvin (Bergen) der Norwegischen Kirche.

## Leben
Nordhaugs Eltern waren der Pfarrer Ole Nordhaug (1925–2021), Bischof im Bistum Møre von 1983 bis 1991, und die als Kirchenlieddichterin bekannte Liv Nordhaug (1926–2002). Nach seiner Schulzeit studierte Nordhaug Evangelische Theologie an der privaten theologischen Hochschule (Det teologiske Menighetsfakultet) in Oslo. Er legte 1978 das theologische Kandidatenexamen und 1979 das praktisch-theologische Examen ab. Nach seiner Ordination arbeitete er zuerst als Militärpfarrer, ab 1981 als Pfarrer für norwegische Studierende im Ausland. Von 1986 bis 1991 war er Konsulent im Zwischenkirchlichen Rat seiner Kirche, anschließend Kaplan (kapellan) in Ås. 1995 wurde er Rektor des Praktisch-theologischen Seminars der Menighetsfakultet.
Im Dezember 2008 wurde Nordhaug zum Bischof des Bistums Bjørgvin gewählt. Er trat sein Amt zum 1. Januar 2009 an und wurde März 2009 eingeführt. Im Dezember 2022 endete seine Zeit als Bischof und er ging in Pension. Seine Nachfolgerin wurde Ragnhild Jepsen.
Nordhaug ist verheiratet und hat drei erwachsene Söhne.

## Schriften (Auswahl)
- På talefot med troen. Credos småhefter. Oslo 1985.
- Fremmede i verden. Studiebok til Peters Første og Andre brev. Oslo 1985.
- Himmeljorden. Betraktninger om tro og natur. Oslo 1991.
- … så mitt hus kan bli fullt. En bok om prekenen. Oslo, 2000
- En kirke for folket. En debattbok om statskirke og folkekirke. Oslo 2006.
- Kjærlighetens hus. Betraktninger over Andrej Rubljovs ikon Den hellige treenighet. Verbum 2010.